# Metro de Brescia
El metro de Brescia (en italiano Metropolitana di Brescia) es una red de metro ligero que sirve a la ciudad italiana de Brescia, en la región de Lombardía. La red comprende una sola línea, que tiene una longitud de 13,7 kilómetros y un total de 17 estaciones desde Prealpino hasta Sant´Eufemia-Buffalora, ubicadas respectivamente en el norte y sureste de Brescia.
Durante la década de 1980, la congestión vial en las cercanías de Brescia aumentó dramáticamente, lo que resultó en que el Ayuntamiento se interese en la adopción de una nueva plataforma de transporte público para proporcionar un medio alternativo de acceso alrededor de la ciudad. Tras los estudios de varios sistemas de transporte público, se decidió que el desarrollo de un metro ligero sería la opción más adecuada. Durante este tiempo, varias otras ciudades europeas habían introducido sus propias redes automáticas de metro ligero. Si bien se realizaron esfuerzos durante la década de 1990 para asegurar la financiación e intentar lanzar el proyecto, el proceso de licitación para la construcción de la primera sección del metro se inició en 2000. Durante abril de 2003, se adjudicó un contrato de 575 millones de euros a un consorcio liderado por Ansaldo STS, que incluyó a AnsaldoBreda, Astaldi y Acciona, quienes propusieron implementar un sistema que tenga considerables similitudes con el metro de Copenhague.
Durante enero de 2004, comenzaron los trabajos de construcción del proyecto. Sin embargo, el progreso se vio obstaculizado por el descubrimiento de varios sitios de importancia arqueológica, lo que llevó a rediseñar los esfuerzos para minimizar la infracción de la red en dichos lugares históricos. Aunque se retrasó, el 2 de marzo de 2013, la primera línea del Metro de Brescia se abrió oficialmente a los servicios regulares. Esta primera línea de ferrocarril ha sido vista simplemente como el punto de partida para la construcción posterior de una red de metro ambiciosa y grande que se extiende por toda la ciudad y sus suburbios; Se han propuesto múltiples planes para su expansión. El metro existente se opera utilizando una flota de 18 trenes de tres vagones, que operan completamente bajo operación sin conductor a lo largo de la ruta desde un centro de control centralizado, mientras que las 17 estaciones en la red de Metro cuentan con puertas de borde de plataforma.